# Orientogalba
Orientogalba is een geslacht van weekdieren uit de klasse van de Gastropoda (slakken).

## Soort
- Orientogalba hookeri (Reeve, 1850)